# 오에즈카역
오에즈카역(일본어: 麻植塚駅)은 일본 도쿠시마현 요시노가와시에 위치한 시코쿠 여객철도 도쿠시마 선의 철도역이다. 역 번호는 B08이며, 단선 승강장 1면 1선의 구조를 갖춘 지상역이다.

## 역 주변
- 국도 제192호선

## 역사
- 1934년 9월 20일 : 개업.
- 1941년 8월 10일 : 휴업.
- 1957년 11월 1일 : 영업 재개.
- 1987년 4월 1일 : 일본국유철도 분할 민영화에 의해, 시코쿠 여객철도가 승계.

## 인접 역
| 시코쿠 여객철도           | 시코쿠 여객철도 | 시코쿠 여객철도           |
| ------------------------- | --------------- | ------------------------- |
| B 07 우시노시마 사코 방면 | 도쿠시마 선     | 가모지마 B 09 쓰쿠다 방면 |